# Campeonato Mato-Grossense 1984
In 1984 werd het 42ste Campeonato Mato-Grossense gespeeld voor voetbalclubs uit de Braziliaanse staat Mato Grosso. De competitie werd georganiseerd door de FMF en werd gespeeld van 5 augustus tot 12 december. Mixto werd kampioen.

## Eerste toernooi

### Eerste fase

#### Groep A
| Plaats | Club            | Wed. | W | G | V | Saldo | Ptn. |
| ------ | --------------- | ---- | - | - | - | ----- | ---- |
| 1.     | Mixto           | 6    | 3 | 2 | 1 | 7:4   | 8    |
| 2.     | Palmeiras       | 6    | 1 | 2 | 3 | 6:8   | 4    |
| 3.     | Barra do Garças | 6    | 1 | 1 | 4 | 3:8   | 3    |
| 4.     | Atlético        | 6    | 1 | 0 | 5 | 6:9   | 2    |

|  | Geplaatst voor finale |

#### Groep B
| Plaats | Club                      | Wed. | W | G | V | Saldo | Ptn. |
| ------ | ------------------------- | ---- | - | - | - | ----- | ---- |
| 1.     | Operário Várzea-Grandense | 6    | 5 | 1 | 0 | 7:2   | 11   |
| 2.     | União                     | 6    | 4 | 2 | 0 | 11:4  | 10   |
| 3.     | Dom Bosco                 | 6    | 1 | 2 | 3 | 6:11  | 4    |

|  | Geplaatst voor finale |

#### Finale
|                               |         |       |       |  |
| 23 september Eerste wedstrijd | Operári | 1 – 0 | Mixto |  |
| 23 september Eerste wedstrijd |         |       |       |  |

|                               |       |       |          |  |
| 26 september Tweede wedstrijd | Mixto | 2 – 0 | Operário |  |
| 26 september Tweede wedstrijd |       |       |          |  |

|                              |       |       |          |  |
| 30 september Derde wedstrijd | Mixto | 2 – 1 | Operário |  |
| 30 september Derde wedstrijd |       |       |          |  |

### Tweede fase

#### Groep A
| Plaats | Club            | Wed. | W | G | V | Saldo | Ptn. |
| ------ | --------------- | ---- | - | - | - | ----- | ---- |
| 1.     | Mixto           | 6    | 4 | 2 | 0 | 13:3  | 10   |
| 2.     | Barra do Garças | 6    | 3 | 2 | 1 | 8:3   | 8    |
| 3.     | Atlético        | 5    | 0 | 1 | 4 | 2:9   | 1    |
| 4.     | Palmeiras       | 5    | 0 | 0 | 5 | 0:15  | 0    |

|  | Geplaatst voor finale |

#### Groep B
| Plaats | Club                      | Wed. | W | G | V | Saldo | Ptn. |
| ------ | ------------------------- | ---- | - | - | - | ----- | ---- |
| 1.     | Operário Várzea-Grandense | 6    | 3 | 3 | 0 | 9:2   | 9    |
| 2.     | União                     | 6    | 2 | 3 | 1 | 7:3   | 7    |
| 3.     | Dom Bosco                 | 6    | 2 | 1 | 3 | 4:8   | 5    |

|  | Geplaatst voor finale |

#### Finale
De winnaar krijgt één bonuspunt voor het tweede toernooi.
|                              |       |       |          |  |
| 14 november Eerste wedstrijd | Mixto | 1 – 1 | Operário |  |
| 14 november Eerste wedstrijd |       |       |          |  |

|                              |       |       |          |  |
| 18 november Tweede wedstrijd | Mixto | 2 – 0 | Operário |  |
| 18 november Tweede wedstrijd |       |       |          |  |

## Tweede toernooi
| Plaats | Club            | Wed. | W | G | V | Saldo | Ptn. |
| ------ | --------------- | ---- | - | - | - | ----- | ---- |
| 1.     | Mixto           | 6    | 3 | 2 | 1 | 9:5   | 9    |
| 2.     | União           | 6    | 1 | 5 | 0 | 5:3   | 7    |
| 3.     | Operário        | 6    | 1 | 4 | 1 | 4:5   | 6    |
| 4.     | Barra do Garças | 6    | 0 | 3 | 3 | 6:11  | 3    |

|  | Kampioen |

### Kampioen
| Campeonato Mato-Grossense de 1984 |
| Mato-Grosso                       |
| --------------------------------- |
| MIXTO Kampioen (20° titel)        |